# Босна филм
Босна филм је бивша државна филмска компанија у СФР Југославији — СР Босна и Херцеговина основана јула 1947. године. 
Током 1947 реализовани су први документарни филмови Омладинска пруга Шамац - Сарајево (сценарио и режија Сида Марјановић и Слободан Јовичић) и 27. јули (сценарио и режија Пјер Мајхровски, Салем Ресуловић и Мона Финци).
Током 1948. године набављена су властите камере и опремљена лабораторија а током 1949 године купљена и прва тонска апаратура за синхронизацију за потребе радних процеса у Босна филму.
Након што је 1949 године започето па онда прекинуто снимање играног филма Рудари по сценарију Меше Селимовића и режији Љубомира Црноборија, тек 1950/51 успешно је реализован први бх филм Мајор Баук у режији Николе Поповића приказан 1951. године. 
Први кратки филм домаћег сарајевског аутора На граници (1951) потписао је Бошко Косановић.
Током 50 - их година, стасају у оквиру Босна филма и 1953. формираног Студио филма , врсни документаристи попут Жике Ристића, Пјера Мајхровског, Томе Јанића, Хајрудина Крвавца, Гојка Шиповца док су у почетку  играни филмови поверевани искусним ауторима из других тадашњих република.
Ваља споменути гостовања Федора Ханџековића, Славка Воркапића, Воје Нановића те касније Игора Претнара и Вељка Булајића.
1958 године од домаћих аутора на пољу играног филма дебитује Тома Јанић филмом Црни бисери афирмишући низ сарадника из домаће средине сниматеља Едуарда Богданића, сценографа Веселина Бадрова и монтажерку Ружу Цвингл.
У међувремену, и Студио филм се оријентише на игране филмове (Шолаја и Мале ствари) те 1957 године долази до његовог спајања с Босна филмом.
Пошто је продукција документарног филма запостављена, 1960 године на иницијативу Удружења филмских радника БиХ се оснива ново предузеће Сутјеска филм с наменом производње документарних и краткометражних филмова.
Током 60-их година у оквиру Босна филма с играним првенцима наступају Жика Ристић, Хајрудин Крвавац, Гојко Шиповац, Влатко Филиповић, Милутин Косовац, Бато Ченгић, Боро Драшковић, Мирза Идризовић, Никола Стојановић.
У питању су веома различите особености од којих свака другачије приступа филму - у распону од класичног акционог до модерног поетског и есејистичког приступа.
Од свог оснивања ова филмска компанија је произвела 41 играних и преко 250 документарних филмова.
Средином 70 - их година долази до пада продукције. Радикалном реорганизацијом у кинематографији и услова финансијске нерентабилности, 1975. године државно предузеће Босна филм се гаси а технику и организацију продукције за ниво СР БиХ преузима тадашње предузеће за производњу документарних и краткометражних филмова Сутјеска филм тј. прераста у јединственог произвођача свих врста филмова.
Правни наследник по одлуци Владе ФБиХ је Филмски центар Сарајево.

## Продукција играних филмова
| Год.   | Назив                                      | Улога |
| ------ | ------------------------------------------ | ----- |
| 1950-е |                                            |       |
| 1951.  | Мајор Баук                                 |       |
| 1954.  | Das Haus an der Huste                      |       |
| 1954.  | Стојан Мутикаша                            |       |
| 1955.  | Ханка                                      |       |
| 1956.  | Под сумњом                                 |       |
| 1957.  | Туђа земља                                 |       |
| 1957.  | Вратићу се                                 |       |
| 1958.  | Црни бисери                                |       |
| 1959.  | Ноћи и јутра                               |       |
| 1959.  | Пет минута раја                            |       |
| 1959.  | Врата остају отворена                      |       |
| 1960-е |                                            |       |
| 1961.  | Парче плавог неба                          |       |
| 1961.  | Велика турнеја                             |       |
| 1962.  | Крст Ракоц                                 |       |
| 1962.  | Мачак под шљемом                           |       |
| 1962.  | Срешћемо се вечерас                        |       |
| 1962.  | Козара                                     |       |
| 1963.  | У сукобу                                   |       |
| 1964.  | Добра коб                                  |       |
| 1964.  | На место, грађанине Покорни!               |       |
| 1964.  | Народни посланик                           |       |
| 1964.  | Вртлог                                     |       |
| 1965.  | Гласам за љубав                            |       |
| 1965.  | Убица на одсуству                          |       |
| 1966.  | Глинени голуб                              |       |
| 1966.  | Коњух планином                             |       |
| 1966.  | Сретни умиру двапут                        |       |
| 1966.  | Die Sohne der grosen Barin                 |       |
| 1967.  | Brown Eye, Evil Eye                        |       |
| 1967.  | Ballata per un pistolero                   |       |
| 1967.  | Соледад - Фруитс Амерс Соледад             |       |
| 1967.  | Златна праћка                              |       |
| 1967.  | Мали војници                               |       |
| 1967.  | Диверзанти                                 |       |
| 1968.  | Heroin                                     |       |
| 1968.  | Kommissar X - Drei blue Panther            |       |
| 1968.  |Quo vadis Живораде                                   |       |
| 1968.  | Сунце туђег неба                           |       |
| 1969.  | Weisse Wolfe                               |       |
| 1969.  | Mit mir nicht, Madam                       |       |
| 1969.  | Моја страна света                          |       |
| 1969.  | Битка на Неретви                           |       |
| 1969.  | Мост                                       |       |
| 1969.  | Хороскоп                                   |       |
| 1969.  | Срамно лето                                |       |
| 1969.  | Нека далека свјетлост                      |       |
| 1970-е |                                            |       |
| 1971.  | Улога моје породице у свјетској револуцији |       |
| 1971.  | Нокаут                                     |       |
| 1971.  | Деветнаест дјевојака и један морнар        |       |
| 1971.  | Маddalena                                  |       |
| 1971.  | Goya - oder Der arge Weg der Erkenntnis    |       |
| 1971.  | Клопка за генерала                         |       |
| 1972.  | Истрел                                     |       |
| 1972.  | Без речи                                   |       |
| 1972.  | Девето чудо на истоку                      |       |
| 1972.  | Валтер брани Сарајево                      |       |
| 1973.  | Пјегава дјевојка                           |       |
| 1973.  | Сутјеска (филм)                            |       |
| 1974.  | Поленов прах (филм)                        |       |
| 1974.  | Дервиш и смрт                              |       |
| 1975.  | Zwischen Nacht und Tag                     |       |

## Продукција краткометражних играних филмова
- 1951 — На граници

## Продукција краткометражних документарних и рекламних филмова
- 1947 — 27. јули
- 1947 — Омладинска пруга Шамац - Сарајево
- 1948 — Нови темељи
- 1949 — На планини
- 1949 — Одговор народа
- 1949 — Пред народним судом
- 1949 — Пруга
- 1949 — 1. мај 1949
- 1950 — Из давне прошлости
- 1950 — Нови фискултурни кадрови
- 1950 — Преображај једног краја
- 1951 — Битка на Неретви
- 1951 — Десант на Дрвар
- 1951 — На Сутјесци
- 1951 — Производи задружног рада
- 1951 — Сплавари на Дрини
- 1952 — 27. јули
- 1952 — Са саничанским рибарима
- 1952 — Успомене с пруге
- 1953 — Аутопревоз
- 1953 — Баштина семорадова покољења
- 1953 — Босна транспорт
- 1953 — Челик
- 1953 — Државни осигуравајући завод
- 1953 — Електроремонт
- 1953 — Град вијекова
- 1953 — Кожар
- 1953 — Крешеваски ковачи
- 1953 — Мљекара у Сарајеву
- 1953 — Наши ватрогасци
- 1953 — Oтпад
- 1953 — Поплава
- 1953 — Сарајевска пивара
- 1953 — Тканина
- 1953 — Усамљени оток
- 1953 — Зеница
- 1954 — Бијела стихија
- 1954 — Дани незаборавни
- 1954 — Други удар
- 1954 — Људи и челик
- 1954 — Опасност пријети
- 1954 — Отета земља
- 1954 — Планинци
- 1954 — Послије пустоши
- 1954 — Сусрети
- 1954 — Три историје Вареша
- 1954 — Творница намјештаја Алија Алијагић
- 1954 — У долини Неретве
- 1954 — Везиљини снови
- 1955 — Долина радости
- 1955 — Јабланица
- 1955 — Ласта
- 1955 — Модна ревија
- 1955 — Обнова
- 1955 — Прича о језеру
- 1955 — Са загребачког велесајма
- 1955 — Техника
- 1955 — У старом Тешњу
- 1956 — Дубровачке љетње игре
- 1956 — Иза перона
- 1956 — Машине алатљике
- 1956 — На странпутици
- 1956 — Новосадски међународни пољопривредни сајам
- 1956 — Париски мозаик
- 1956 — Посљедњи ревир
- 1956 — 1.мај 1956
- 1956 — У пријатељској земљи
- 1956 — Загребачки велесајам
- 1956 — Бијели угриз
- 1957 — Бриони
- 1957 — Далековод
- 1957 — ИТМ - И мали Тома је испунио жељу
- 1957 — Камен и земља
- 1957 — Кањон Таре
- 1957 — Међународни јесењи Загребачки велесајам
- 1957 — Наш трактор
- 1957 — Репортажа поводом 10 година спорта у БиХ
- 1957 — Сарајево
- 1957 — Сретно
- 1957 — Тек је почело
- 1957 — Удвостручене снаге
- 1957 — У ергели
- 1957 — Уном ријеком
- 1957 — Велепекара
- 1957 — Воћарство горњег Подриња
- 1957 — Залутали
- 1957 — Зрно и хљеб
- 1958 — Десет на једног
- 1958 — Дјеца овог свијета
- 1958 — Дрвар
- 1958 — Фабрика машина Иво Лола Рибар
- 1958 — Како су лепе слике ове
- 1958 — Кочари из калија
- 1958 — Плоче - лука на кули Неретве
- 1958 — Сутрашњица нам није неизвеснаж
- 1958 — Свјетлосен
- 1958 — Уснули градови
- 1958 — Збро на ријеци Славе
- 1959 — Мијачки дрворезбари
- 1959 — Нова врела
- 1959 — Сутјеска
- 1959 — Трећи пламен у граду челика
- 1959 — Вода
- 1960 — Лаку ноћ, грађани
- 1960 — Мај 1960
- 1960 — Млинска индустрија
- 1960 — Поплаве
- 1961 — Крилати каравани
- 1961 — Посљедња порука
- 1961 — Прољеће у мом граду

## Продукција дугометражних документарних филмова
- 1959 — Хидроелектрана Јабланица